# 长耳南星
长耳南星（学名：Arisaema auriculatum）是天南星科天南星属的植物，是中国的特有植物。分布于中国大陆的云南、四川等地，生长于海拔2,300米至3,100米的地区，常生长在箐沟杂木林以及竹林内，目前尚未由人工引种栽培。